# Översjön (Järna socken, Dalarna, 671507-142822)
Översjön är en sjö i Vansbro kommun i Dalarna och ingår i Dalälvens huvudavrinningsområde. Sjön är 4,8 meter djup, har en yta på 0,763 kvadratkilometer och befinner sig 243 meter över havet. Sjön avvattnas av vattendraget Snöån (Mögsjöån).

## Delavrinningsområde
Översjön ingår i det delavrinningsområde (671492-142892) som SMHI kallar för Inloppet i Storsjön. Medelhöjden är 284 meter över havet och ytan är 7,79 kvadratkilometer. Räknas de 17 avrinningsområdena uppströms in blir den ackumulerade arean 140,58 kvadratkilometer. Snöån (Mögsjöån) som avvattnar avrinningsområdet har biflödesordning 3, vilket innebär att vattnet flödar genom totalt 3 vattendrag innan det når havet efter 305 kilometer. Avrinningsområdet består mestadels av skog (66 procent) och sankmarker (22 procent). Avrinningsområdet har 0,82 kvadratkilometer vattenytor vilket ger det en sjöprocent på 10,5 procent.